# Cotesia mendicae
Cotesia mendicae är en stekelart som först beskrevs av Vladimir Ivanovich Tobias 1986.  Cotesia mendicae ingår i släktet Cotesia och familjen bracksteklar. Inga underarter finns listade i Catalogue of Life.